# Leopoldo de Bulhões
Leopoldo de Bulhões, amtlich portugiesisch Município de Leopoldo de Bulhões, ist eine brasilianische Gemeinde im Bundesstaat Goiás. Sie liegt südwestlich der brasilianischen Hauptstadt Brasília und 56 km östlich von Goiânia, der Hauptstadt des Bundesstaates, und grenzt im Westen an die Metropolregion Goiânia. Die Bevölkerungszahl wurde zum 1. Juli 2019 auf 7647 Einwohner geschätzt, die Leopoldenser (leopoldenses) genannt werden und auf einer Gemeindefläche von rund 472,7 km² leben.

## Geschichte
Der Ort entstand aus einer Ansiedlung namens Pindaibinha linksseitig des Baches Pindaíba. 1928 erfolgte der Anschluss an die Eisenbahnlinie Estrada de Ferro Goiás. Bis zur Selbständigwerdung am 1. Januar 1949 aufgrund des Staatsgesetzes Nr. 127 vom 21. September 1948 gehörte sie zur Stadt Silvânia. Ort und Distrikt waren 1931 nach dem Politiker José Leopoldo de Bulhões Jardim benannt worden.

## Geographische Lage
Leopoldo de Bulhões grenzt an die Gemeinden
- im Norden an Anápolis und Gameleira de Goiás
- von Osten bis Süden an Silvânia
- im Südwesten Caldazinha
- im Westen Bonfinópolis
- im Nordwesten an Goianápolis

Das Biom ist der brasilianische Cerrado. Die Höhenlagen der Gemeindefläche liegen zwischen 1000 und 1060 Metern über Meeresspiegel. Die Stadt hat am Westrand den kleinen Binnensee namens Lago de Leopoldo de Bulhões.

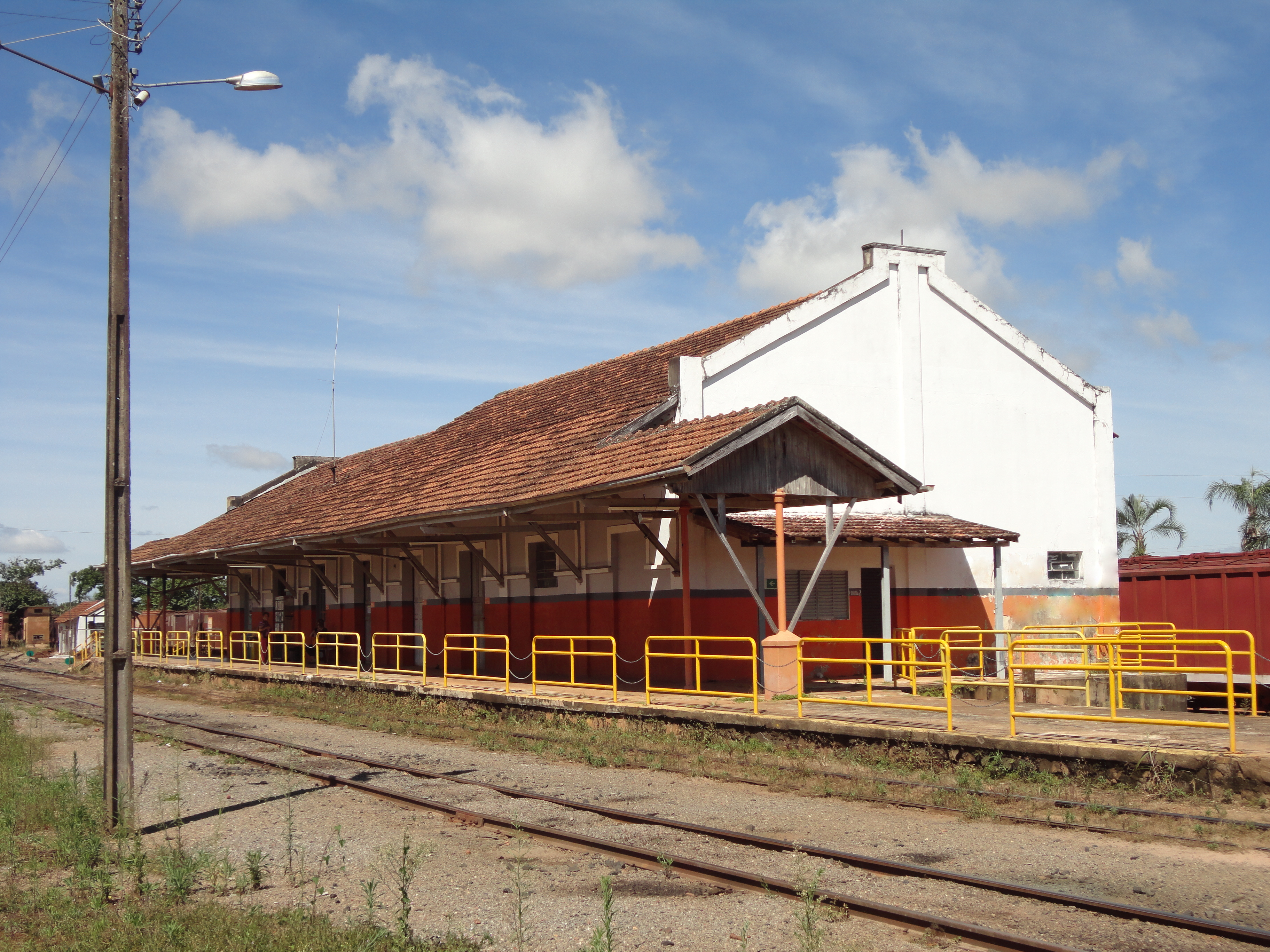
Bahnhof Leopoldo de Bulhões

## Verkehr
Der Ort liegt an der Bundesstraße BR-457 und der Staatsstraße GO-010.